# کابینه دوم سعد حریری
در ۱۸ دسامبر ۲۰۱۶ یک دولت جدید در لبنان با نخست‌وزیری سعد حریری تشکیل شد. این کابینه ۳۰ عضو داشت و بعد از اعلام انحلال کابینه قبلی، به نخست‌وزیری تمام سلام تشکیل شد.